# Пирги
Пирги (лат. Pyrgi) је древно етрурско насеље, древна лука у централној Италији, 13 км северозападно од етрурског града Каисра (сада Черветери). Откривен је 1957. године јужно од модерног села Санта Севера. Ископавања су вршена под вођством Масима Палотина и Ђованија Колоне.
Град је достигао свој врхунац у 7. веку п. н. е. 384. п. н. е. разорио га је Дионисије из Сиракузе, а након тога постао је зависан од Цереса (римско име Каисра), иако није јасно да ли је служио само као лука. Касније су Римљани основали колонију, која се први пут спомиње 191. п. н. е. Колонија је обезбеђивала Рим рибама и била је омиљена летња дестинација.
Име је грчког порекла. Године 1957. почела су археолошка ископавања тог подручја, пронађени су разни предмети и објекти, укључујући храм и свети пут између Пиргија и Цереса, као и остаци полигоналних камена градских зидина од кречњака и пешчаника, широки око 200 м и дужине најмање 220 м. Крај је највероватније уништен морем. 
Године 1964. откривене су чувене златне Таблице из Пиргија са два етрурска и један феничански текст посвећен феничкој богињи Астарти. Таблице се чувају у Националном етрурском музеју Вила Јулиа. 